# Burg Zweiffel

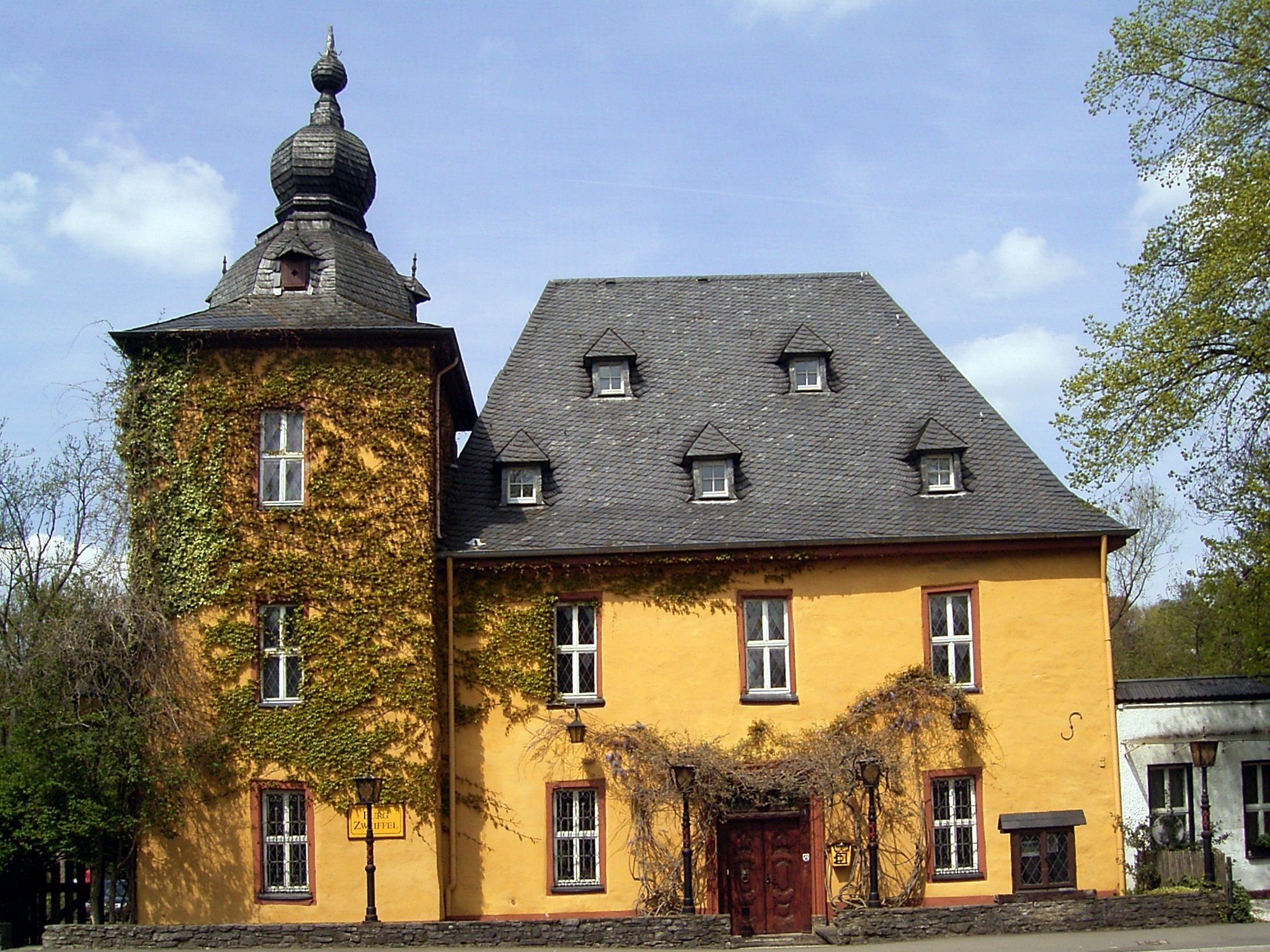
Burg Zweiffel

Die Burg Zweiffel ist ein ehemaliger Adelssitz im Tal der Strunde, etwa drei Kilometer nordöstlich des Stadtzentrums von Bergisch Gladbach im Ortsteil Herrenstrunden.

## Geschichte
Urkundlich erwähnt 1251 und im Besitz derer „von Strune“ oder „von Strunde“, handelt es sich bei der Burg Zweiffel, auch Burg Zweiffelstrunden genannt, um eine ehemalige Wasserburg.
Das noch existierende Haupthaus wurde 1663 erbaut.
Im 15. und 16. Jahrhundert war die Anlage im Besitz des Adelsgeschlechtes derer von Zweiffel. Als Inhaber sind vier Generationen der „Zweiffel zu Strunden“ bekannt:
- Gerhard von Zweiffel (um 1460–1530?), verheiratet mit einer Gertrud; Kinder:
  - Friedrich, Heinrich, Wetzel, Johann, Hermann, Aleid und Anna. Die Brüder Heinrich, Wetzel und Johann huldigten 1539 in Düsseldorf, Heinrich war noch 1551 Eigentümer der Burg Zweiffel.
    - Ein Sohn eines dieser Brüder war wohl Hermann von Zweiffel, der mit seiner Frau Catharina als Stifter eines Kapellenfensters bekannt ist.
      - Deren Tochter Maria von Zweiffel und ihr Mann Konrad von Herzbeck verkauften 1585 die Burg.[2]

Das Anwesen befindet sich heute in Privatbesitz.

## Denkmal
- Das Gebäude wurde als Nr. 42 in der Liste der Baudenkmäler in Bergisch Gladbach eingetragen.
- Die Wasserburg der Burg Zweiffel wurde am 1. Februar 2012 unter Nr. 19 in die Liste der Bodendenkmäler in Bergisch Gladbach eingetragen.